# توماس كلارك
توماس كلارك (بالإنجليزية: T. E. B. Clarke) (و. 1907 – 1989 م) هو كاتب، وكاتب سيناريو، من المملكة المتحدة، ولد في واتفورد، توفي في لندن، عن عمر يناهز 82 عاماً.

## التعليم
تعلم في مدرسة شارترهاوس ‏.

## جوائز وترشيحات
حصل على جوائز منها:
- جائزة الأوسكار لأفضل كتابة "سيناريو أصلي"، عن عمل: رحلة السيد هولاند.

ترشح لـ:
- جائزة الأوسكار لأفضل كتابة "سيناريو أصلي"، عن عمل: Passport to Pimlico [الإنجليزية]‏
- جائزة الأوسكار لأفضل كتابة "سيناريو أصلي"، عن عمل: رحلة السيد هولاند
- جائزة الأوسكار لأفضل كتابة "سيناريو مقتبس"، عن عمل: أبناء وأحباء.

## وصلات خارجية
- توماس كلارك على موقع IMDb (الإنجليزية)
- توماس كلارك على موقع الموسوعة البريطانية (الإنجليزية)
- توماس كلارك على موقع أول موفي (الإنجليزية)
- توماس كلارك على موقع قاعدة بيانات الأفلام السويدية (السويدية)
- توماس كلارك على موقع قاعدة بيانات الفيلم (الإنجليزية)